# Всесвітній день боротьби з пневмонією
Всесвітній день боротьби з пневмонією (англ. World Pneumonia Day; фр. Journée mondiale de la pneumonie; ісп. Día Mundial contra la Neumonía) — міжнародний медичний день, який був вперше проведений 2 листопада 2009 року, коли більш ніж 100 організацій у всьому світі об'єдналися у Глобальну коаліцію проти дитячої пневмонії (англ. Global coalition Against Child Pneumonia). Цей день відзначається щороку 12 листопада.

## Мета Всесвітнього дня боротьби з пневмонією
Всесвітній день боротьби з пневмонією, підкреслюючи важливість проблеми боротьби з пневмонією, спрямований на об'єднання інститутів громадянського суспільства, що прагнуть зробити свій внесок у боротьбу з пневмонією та спільний пошук шляхів боротьби з цим захворюванням, ставлячи завдання:
- Підвищити поінформованість про пневмонію, особливо, як головної хвороби, що вбиває дітей у віці до п'яти років;
- Сприяти захисту, запобіганню та лікуванню пневмонії;
- Генерування заходів із боротьби з пневмонією.

Пневмонія є однією з найбільш ключових проблем у світовому здоров'ї, від якої у світі помирає одна дитина кожні 20 секунд.

У наступному виклики, що поставали у проблемі боротьби з дитячою пневмонією, були поширені також на пов'язану проблему — боротьби з діареєю дітей.

## Факти
Зазвичай статистика та проблематика дитячої пневмонії актуалізується у щорічній доповіді Міжнародного центру вакцинації Школи громадського здоров'я Університету Джонса Гопкінса (англ. International Vaccine Access Center (IVAC), Johns Hopkins Bloomberg School of Public Health), які видаються до Всесвітнього дня боротьби з пневмонією.

Так у доповіді 2017 зазначалось, що пневмонія і діарея призводили у всьому світі до загибелі майже 1,5 мільйона дітей у віці до 5 років (25 % загальної смертності цієї когорти). З них 70 % випадків припадало на 15 країн.

Доповідь 2016 року «Звіт про хід роботи з пневмонії та діареї в 2016 році: досягнення цілей через заходи та інновації» — сьомий щорічний звіт про прогрес у боротьбі з пневмонією, але перший з виконання Цілей сталого розвитку, які слідують Цілям розвитку тисячоліття, що закінчилися в 2015 році. Глобальне співтовариство узгодило 17 Цілей сталого розвитку (SDG), з яких третя ціль SDG 3 «Забезпечення здорового життя та сприяння благополуччю для всіх у будь-якому віці», друга підціль якої (3.2), спрямована на виживання дітей, та восьма підціль (3.8), спрямована на доступ до основних ліків і вакцини для всіх. Оновлені, більш амбіційні цілі потребували оцінити досягнутий прогрес, відзначити досягнення, висвітлити уроки, та, привернувши увагу до незавершених справ, спланувати, як прискорити вирішення викликів, що постають перед світом в питаннях боротьби з пневмонією та діареєю.

Шоста доповідь 2015 року підводила підсумки виконання Цілей розвитку тисячоліття та розглядала виклики сталому розвитку на наступні 15 років, в епоху після 2015 року. Був відзначений прогрес у боротьбі з пневмонією та діареєю: кількість смертей дітей у п'ятирічному віці у 2015 році зменшилась порівняно з 2013 роком (з 6,4 млн до 5,9 мільйона дітей). Однак, виклик залишався: загальний внесок пневмонії та діареї в смертність дітей цього віку протягом останніх років залишався стійким (15-16 % при пневмонії та 9 % при діареї). Крім того, 72 % глобального тягаря пневмонії та діареї дитячої смертності зустрічалися лише у 15 країнах, в яких проживає лише 55 % населення світу до п'яти років.

Перша доповідь — 2010, була видана до проведення у 2010 році другого дня та після публікації Всесвітньою організацією охорони здоров'я та ЮНІСЕФ у 2009 році Глобального плану дій щодо профілактики та боротьби з пневмонією (GAPP/GAPPD). В доповіді аналізувалася статистика, виклики, що постали перед системою громадського здоров'я світу та окремих країн. Прогнозувалось, що можна зменшити смертельність від дитячої пневмонії на дві третини, посилюючи заходи запобігання інфекціям пневмонії, захисту дітей від умов, які підвищують ризик виникнення пневмонії та лікування інфекцій, зокрема — пов'язаних із рятувальними антибіотиками.
Враховуючи важливість проблеми, одним з інструментів з активізації урядів та громадськості в проведення Всесвітнього дня боротьби з пневмонією є здійснення моніторингу Глобального плану дій щодо пневмонії та діареї (GAPPD). Моніторинг проводиться за 24 ключовими показниками, що стосуються захисту, профілактики та лікування діареї та пневмонії у дітей віком до п'яти років та двох показників смертності через ці два хвороби Цей інструмент дозволяє здійснювати моніторинг:
- прогресу у досягненні цілей GAPPD / SDG на 2025/2030/2040 роки;
- наявність, повноту та джерела даних;
- тенденції політики, заходи за цими хворобами та показники їх впливу на здоров'я.[6]

## Теми Всесвітнього дня боротьби з пневмонією
Щорічно Всесвітній день боротьби з пневмонією, розпочинаючись 12 листопада, відзначається протягом декількох днів та проводиться за певною темою.
- 2017: «Зупинити пневмонію: інвестуйте в здоров'я дітей»;[7]
- 2016: Тримай обіцянку: стоп пневмонії зараз;[8]
- 2015: Боремось з пневмонією (англ. Every Breath Counts: Stop Pneumonia Now);[9]
- 2014: Універсальний доступ до профілактики та лікування пневмонії (англ. Universal Access to Pneumonia prevention and care);[10]
- 2013: Інновації для зупинки дитячої пневмонії (англ. Innovate to End Child Pneumonia)[11]